# Törpeboglárka
A törpeboglárka (Cupido minimus) a boglárkalepke-félék családjába tartozó, Európától Szibériáig elterjedt lepkefaj. 

## Megjelenése
A törpeboglárka szárnyfesztávolsága 1,7-2,2 cm. Szárnyainak felső oldala egyszínű, sötétbarna, a hímeknél a szárnyak tövében csillogó kék pikkelyek láthatók. A szárnyak fonákjának alapszíne halvány porszürke, rajta világos udvarú, kis fekete pettyekből álló foltsor húzódik végig; ezek az elülső szárnyon kicsivel nagyobbak, mint a hátsón. A hátsó szárnyon nincs az egyes Cupido-fajokra jellemző farkinca. 
Nem különösen változékony, a nagyobb példányokat forma alsoides néven írták le. 
Hernyója zöld, néha barnás, hátán sárga vagy vörös vonalakkal. 

### Hasonló fajok
Hasonlíthat hozzá a palakék ékesboglárka, a hegyi törpeboglárka, a kóbor ékesboglárka, a kormos ékesboglárka, az aprószemes boglárka, a nagyszemes boglárka és a bengeboglárka.  

## Elterjedése
Eurázsia mérsékelt övi és mediterrán vidékein él az Ibériai-félszigettől egészen a szibériai Amur vidékéig. Magyarországon elsősorban a hegy- és dombvidékeken fordul elő.      

## Életmódja
Száraz gyepek, szikár legelők, sziklás hegyoldalak, karsztbokorerdők. löszpuszták lepkéje.   
Évente két (északon és magas hegyvidéken csak egy) nemzedéke (április közepétől június elejéig és július-augusztusban) repül. A hímek territóriumot tartanak, magasabb fűszálak tetején őrzik területüket. A hímek néha nagyobb csapatokba gyűlnek a földön vagy nagyobb fűcsomók körül; pocsolyák mellett, állati ürüléken is szívogathatnak. Elsősorban kakukkfű vagy pillangósvirágúak nektárját fogyasztják. Hernyója különféle csüdfű-fajok (Astragalus spp.), somkóró-fajok (Melilotus spp.), nyúlszapuka (Anthyllis vulneraria), tarka koronafürt (Coronilla varia), szarvaskerep (Lotus corniculatus) virágzatán táplálkozik. A teljesen kifejlett hernyó fűcsomókba bújva áttelel és a következő tavaszon bábozódik be. 
Magyarországon nem védett.

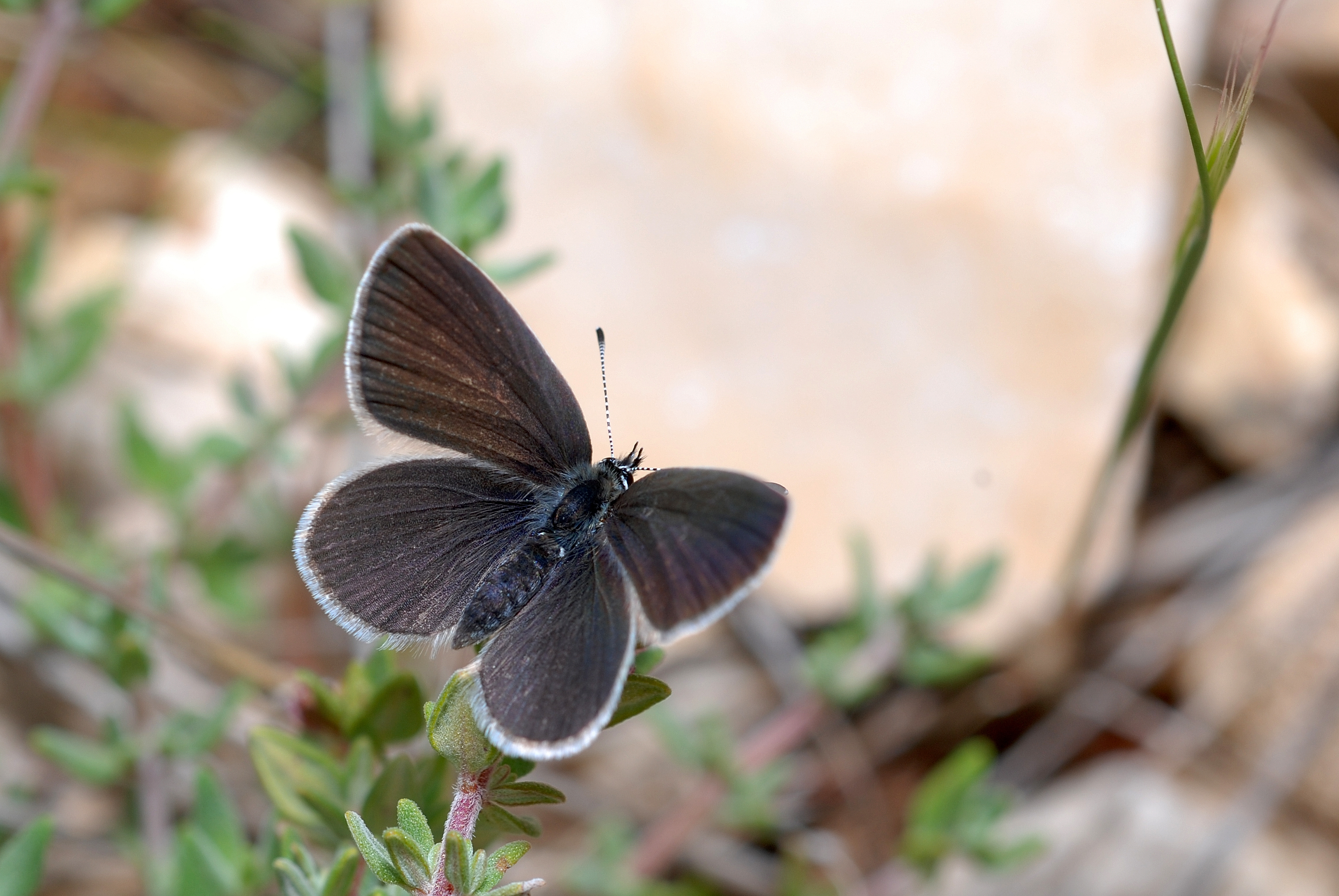
Nőstény
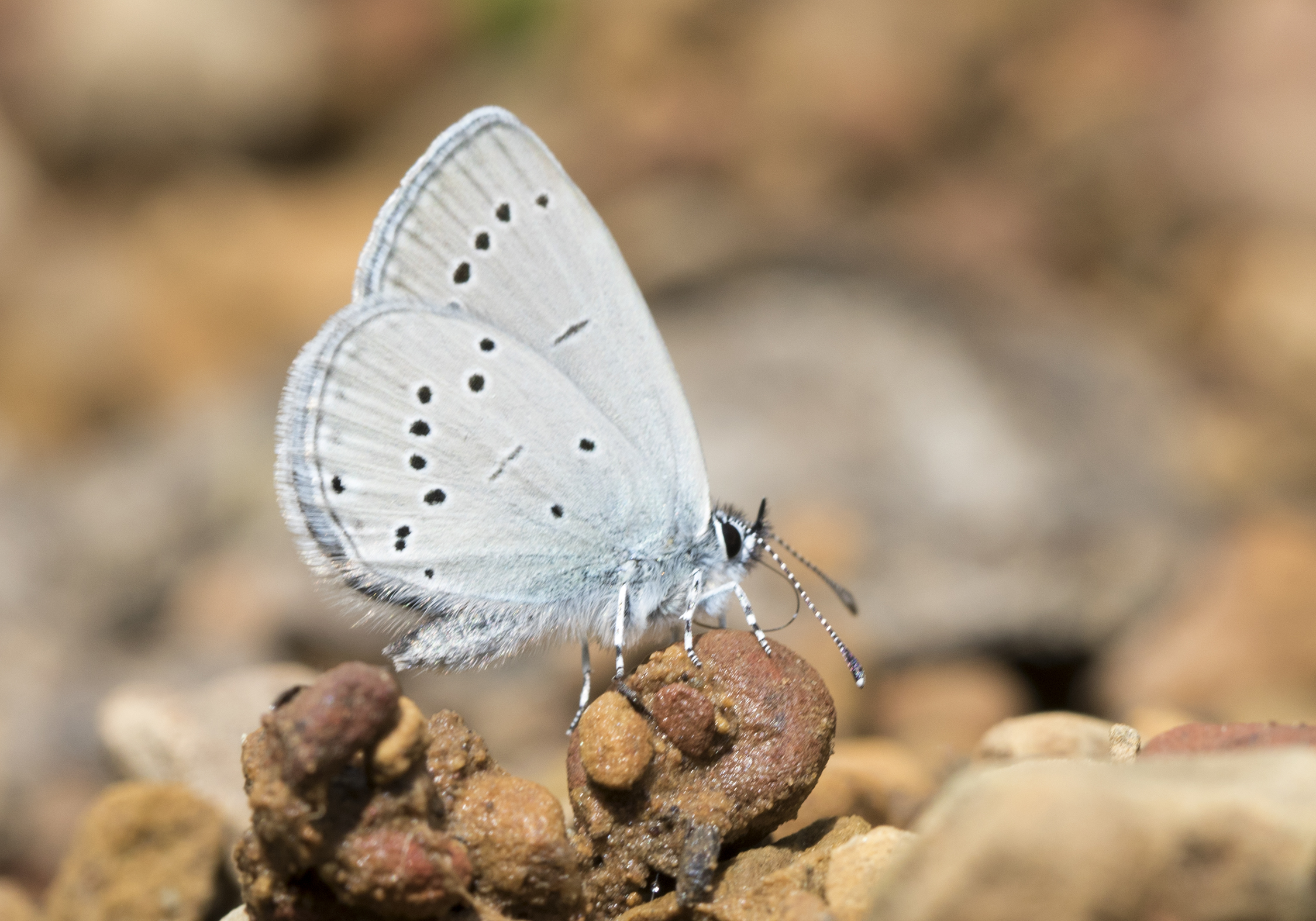
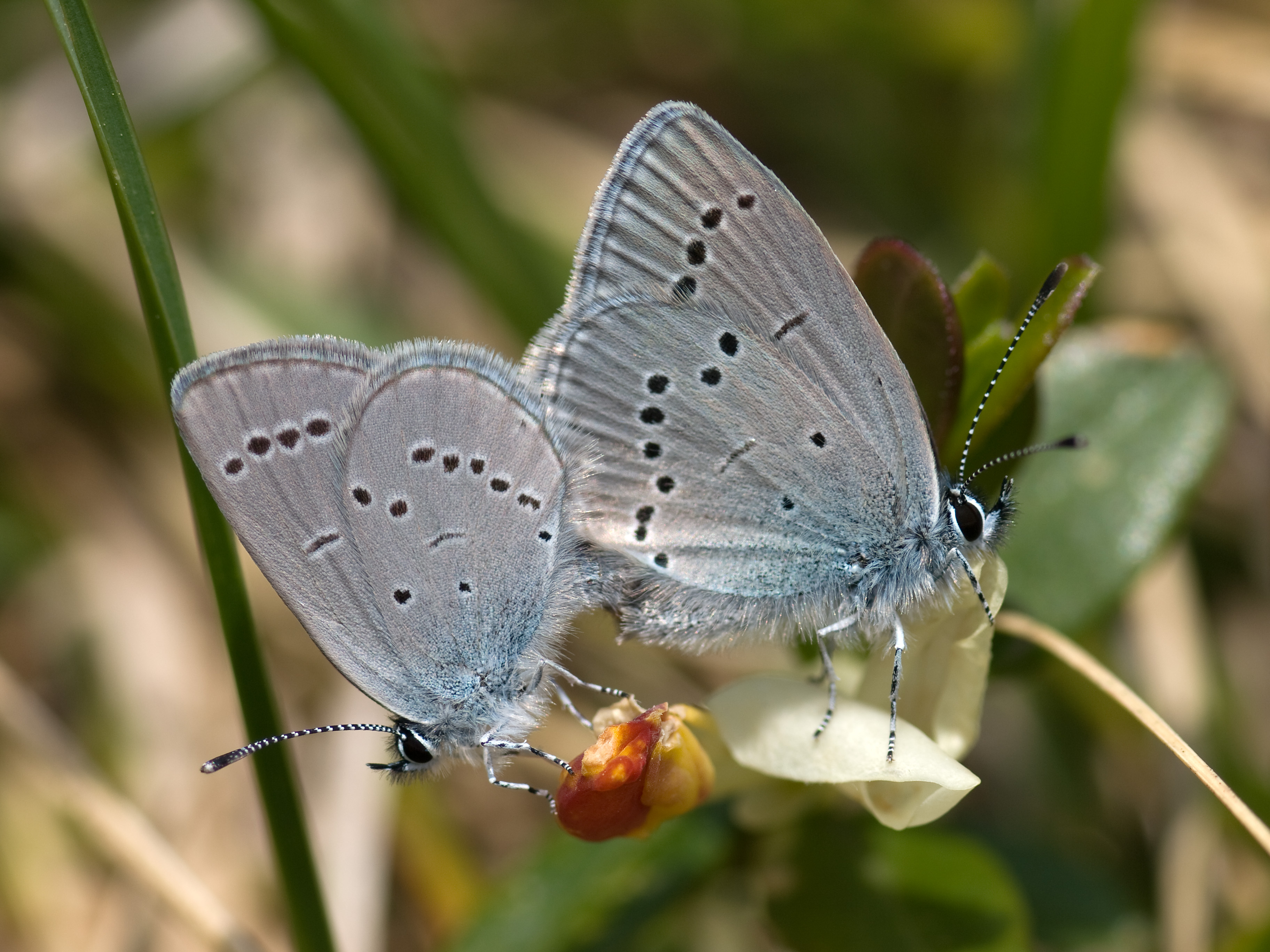
Párosodó törpeboglárkák
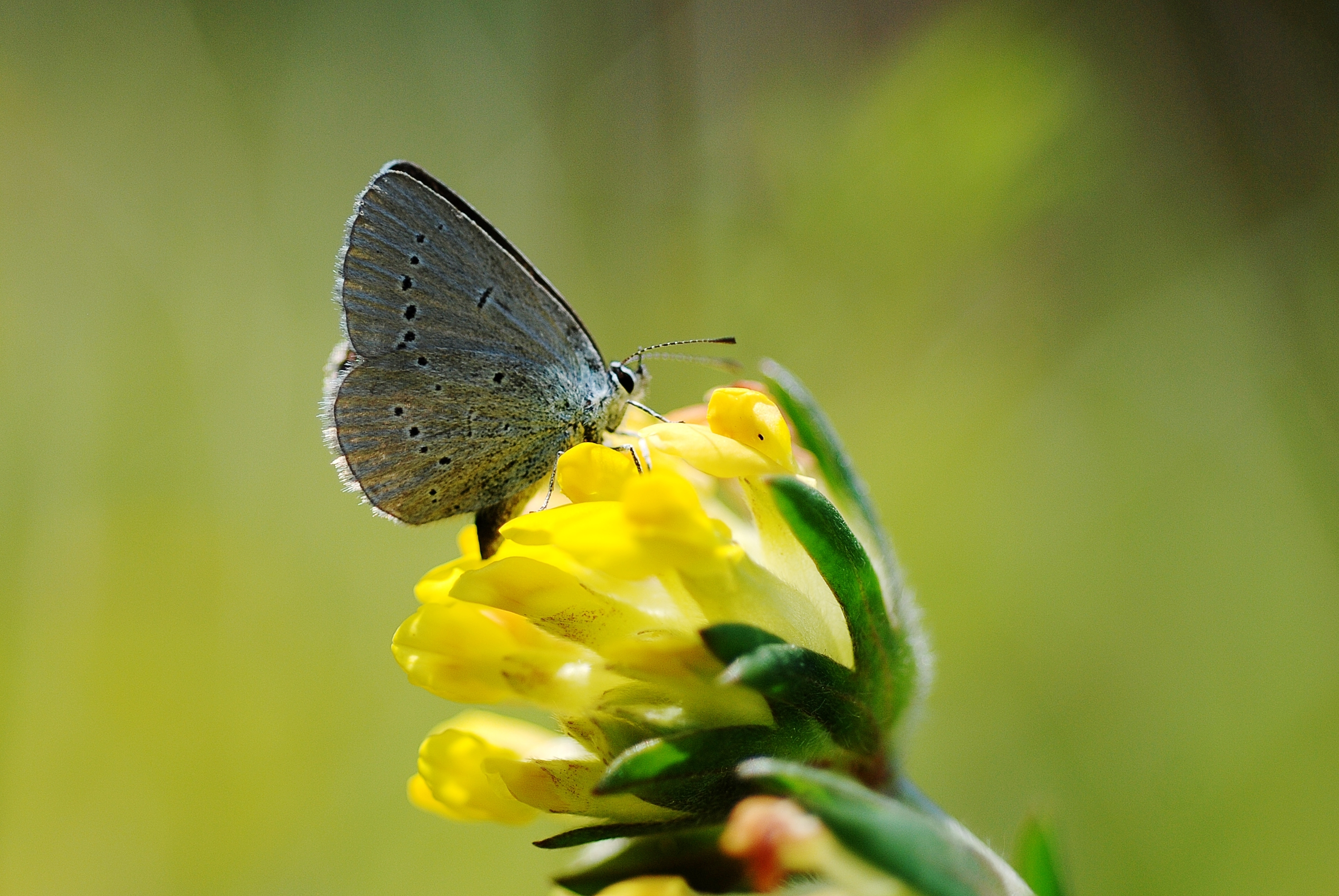
Peterakó nőstény
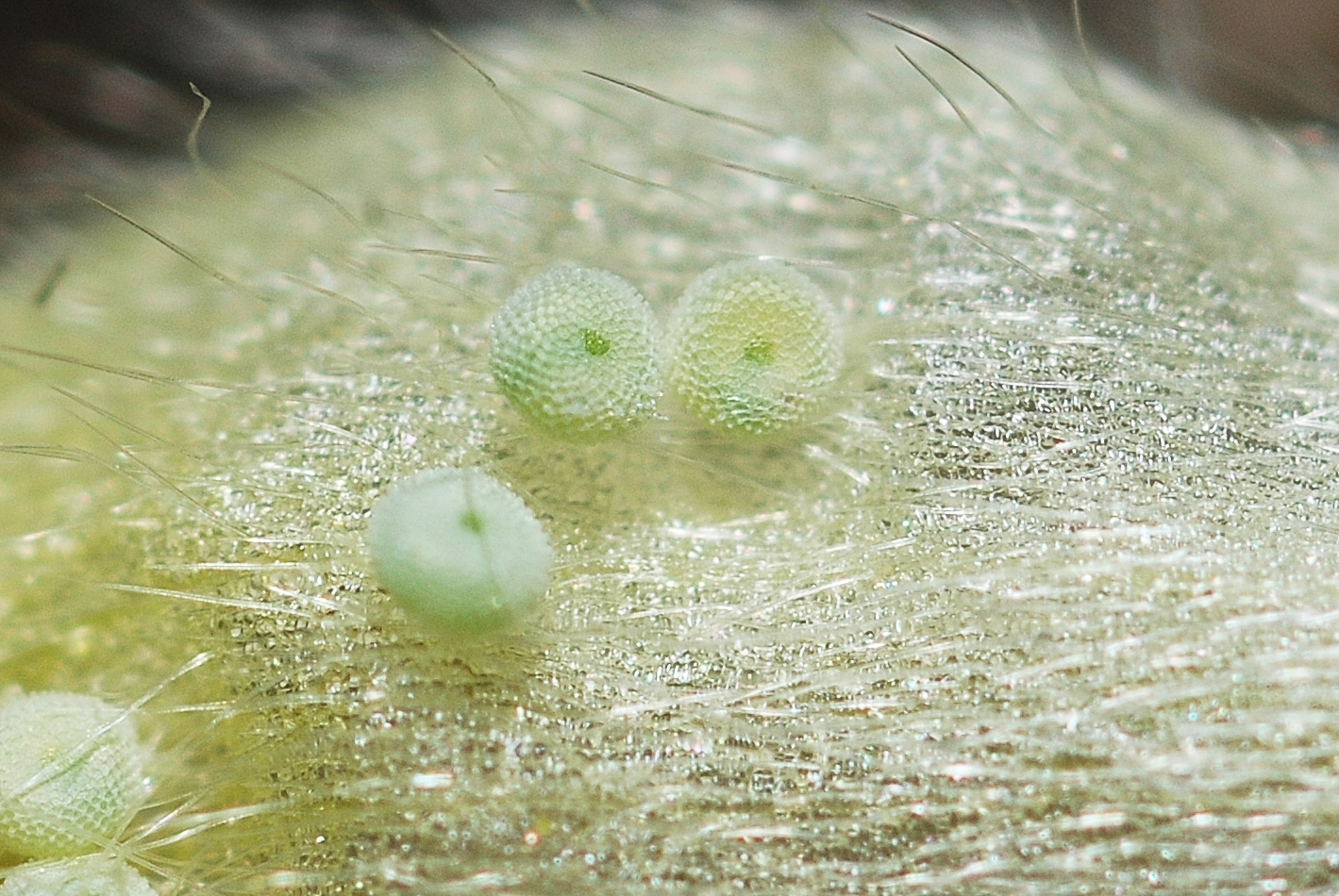
Peték